# Breynia fleuryi
Breynia fleuryi är en emblikaväxtart som beskrevs av Lucien Beille. Breynia fleuryi ingår i släktet Breynia och familjen emblikaväxter.
Artens utbredningsområde är Vietnam. Inga underarter finns listade i Catalogue of Life.